# Georg Gerson

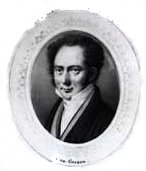
Porträt (auf der Vorderseite eines Notenhefts)

Georg Gerson (* 14. Oktober 1790 in Kopenhagen; † 16. Februar 1825 ebenda) war ein dänischer Bankier und Komponist.

## Familie
Gerson war der Sohn des aus Königsberg stammenden Stadtmaklers Heyman Gerson (1765–1839), der vor dem Geleitbrief nach Kopenhagen 1789 den Namen Chaijm Kenigsberg trug, und der Sprinzche Esperance Melchior (1771–1797). Er wurde in eine bald recht wohlhabende reformjüdische Familie hineingeboren, die wie die meisten jüdischen Einwohner in Kopenhagen deutschsprachig war, und hatte eine Schwester, einen Halbbruder und eine Halbschwester.

## Leben
Georg Gerson zeigte schon als Jugendlicher in der Handelsklasse des philanthropischen Det Schouboeske Institut geschäftliches Talent und wurde als 15-Jähriger nach Hamburg geschickt, um dort eine Lehre im Handelshaus Fürst, Haller & Comp. zu beginnen. Auch musikalisch war er sehr begabt; schon als Kind war er von qualifizierten Lehrern unterrichtet worden, und durch seinen neuen Lehrherren Martin Joseph Haller wurde er 1807 bei Laienmusikern vorgestellt, die Streichquartette bei häuslichen Salonmusik-Abenden aufführten. So gelangte er während seiner Hamburger Zeit, nicht zuletzt dadurch, dass er beliebter Gast bei den Kaufmannsfamilien Fürst und Haller gewesen war, in intensiven Kontakt mit zwei damaligen Virtuosen, dem Violinisten Andreas Romberg, der bald die Ausbildung Gersons zum Komponisten übernahm, und dem Cellisten Bernhard Romberg (einem Cousin von Andreas). Andreas Romberg blieb lebenslang Gersons kompositorischer Berater. Gerson studierte zudem Musiktheorie.
Als er 1812 nach Kopenhagen zurückkehrte, trat er dem Bankhaus Hambro og Søn bei und wurde 1816 Miteigentümer des Unternehmens. Gerson spielte in einem Kopenhagener Quartett und war auch ein aktives Mitglied einiger Musikvereine, wie der Harmonischen Gesellschaft (Det harmoniske Selskab) um 1814 und der Gesellschaft zur Verbreitung der Musik (Selskabet for musikkens Udbredelse) um 1820, welche eine Zeit lang eine große Rolle in der Kopenhagener Musikszene spielte.
Er unternahm mehrere Geschäftsreisen nach London und schrieb dort auch Lieder auf Englisch, darunter zwei zu Gedichten von Thomas Moore. Nach der Vermittlung einer englischen Anleihe an die dänische Staatskasse wurden Gerson und sein Geschäftspartner Joseph Hambro im Jahr 1821 von König Frederik VI. zum „Hofråd“ ernannt. Auf dem Heimweg von einer seiner Geschäftsreisen nach London erlitt Gerson in Hamburg einen Hirnschlag, der seine linke Hand lähmte; damit endete seine Tätigkeit als Musiker. Er verstarb 1825 an einem weiteren Schlag im jungen Alter von 34 Jahren, nur vier Monate nach seiner Heirat mit Adelaide Nathan-David (1796–1891), einer Nichte seiner Stiefmutter Emilie Nathan David (1777–1855).

## Werke
- Konzertouvertüre in D-Dur (1813)[7]
- Symphonie in Es-Dur (1817)[8]
- Konzertouvertüre in Es-Dur (1818)
- Violinkonzert (1821)
- 5 Streichquartette
- 1 Streichquintett
- 2 Italienische Szenen (für Orchester)
- Paternoster für Männerchor
- zahlreiche Gesangsstücke